# NGC 228
NGC 228 (другие обозначения — UGC 458, PGC 2563, LEDA 2563, Z 479-62, MCG+04-02-048, Z 0040.2+2314, IRAS 00401+2313, PSCz Q00401+2313, UZC J004254.5+233011 и 2MASX J00425452+2330108) — спиральная галактика с перемычкой (SBa) в созвездии Андромеда расположенная примерно на 331 миллионов световых лет от Млечного пути.
Этот объект входит в число перечисленных в оригинальной редакции «Нового общего каталога».
Галактика была открыта французским астрономом Стефаном Жан Мари Эдуаром 10 октября 1879 года, в ту же ночь, что и галактика NGC 229.